# Dragosz (wojewoda)

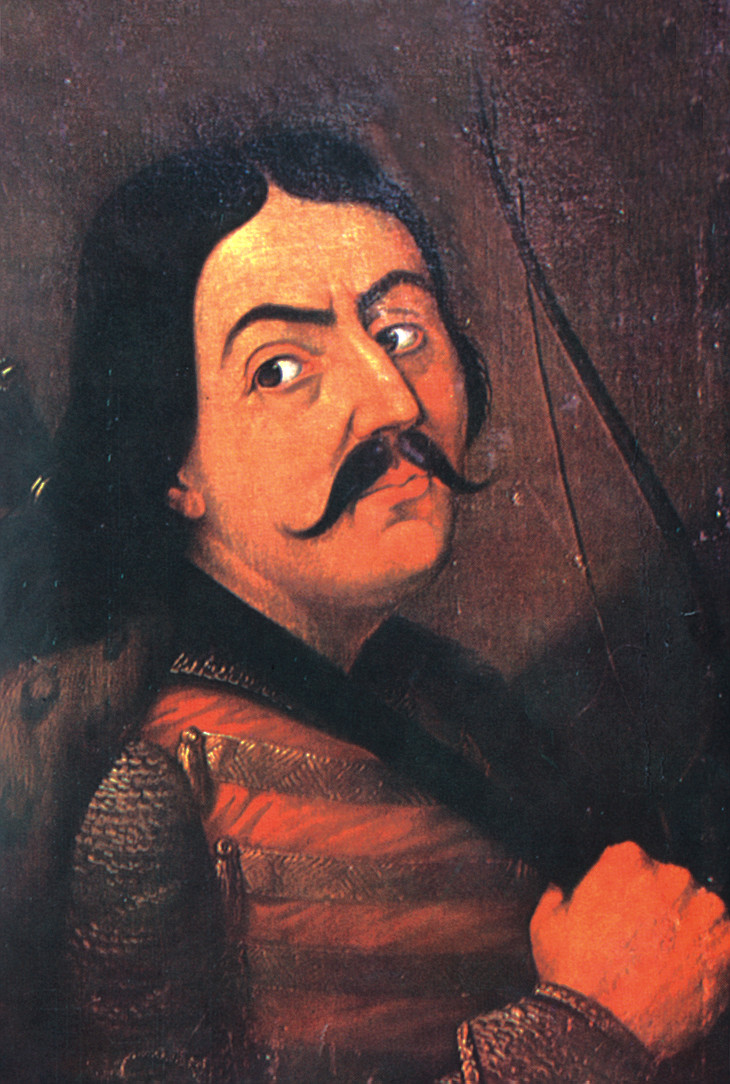
Dragosz w wyobrażeniu XIX-wiecznego malarza

Dragosz (rum. Dragoș) – pierwszy wojewoda mołdawski w latach 50. XIV w.
Dragosz wywodził się zapewne z węgierskiego rodu rycerskiego z Marmaroszu. Ok. 1352 został wojewodą mołdawskim z ramienia króla węgierskiego, po wyparciu z terenów dzisiejszej Bukowiny Tatarów. Jego siedzibą było dzisiejsze miasto Baia, wówczas zwane "Moldavia". Stąd ma pochodzić nazwa dzisiejszej Mołdawii, a według legendy miasto zawdzięczało ją ulubionemu psu Dragosza o imieniu Molda, śmiertelnie ranionemu podczas polowania. 
Zdaniem J. Demela zmarł ok. 1353 (nie później niż w 1358). Natomiast zdaniem D. Musialika Dragosz żył jeszcze w 1359, gdy miał pokonać Bogdana, panującego nad niewielkim obszarem w rejonie miasta Radowce, późniejszego pierwszego hospodara mołdawskiego.
Następcami Dragosza na stanowisku wojewody byli jego potomkowie: Sas i Balc.
Jest uznawany za fundatora drewnianej cerkwi z Volovăț, obecnie znajdującej się we wsi Putna.